# Svetovno prvenstvo v smučarskih poletih 2008
Svetovno prvenstvo v smučarskih poletih 2008 je bilo dvajseto Svetovno prvenstvo v smučarskih poletih, ki je potekalo med 21. in 24. februarjem 2008 na Letalnici Heini Klopfer v Oberstdorfu, Nemčija. Zlato medaljo je osvojil Gregor Schlierenzauer, srebrno Martin Koch, bronasto pa Janne Ahonen. Na ekipni tekmi je zlato medaljo osvojila Avstrija, srebrno Finska, bronasto pa Norveška.

## Rezultati

### Posamična tekma
| Poz | Skakalec              | Država    | 1. skok | 2. skok | 3. skok | 4. skok | Točke |
| --- | --------------------- | --------- | ------- | ------- | ------- | ------- | ----- |
| 01  | Gregor Schlierenzauer | Avstrija  | 212,0 m | 217,5 m | 208,5 m | 211,5 m | 835,4 |
| 02  | Martin Koch           | Avstrija  | 215,5 m | 221,0 m | 213,0 m | 201,5 m | 824,7 |
| 03  | Janne Ahonen          | Finska    | 210,5 m | 206,5 m | 209,0 m | 208,5 m | 811,9 |
| 04  | Bjørn Einar Romøren   | Norveška  | 214,5 m | 213,5 m | 198,5 m | 196,5 m | 804,6 |
| 05  | Janne Happonen        | Finska    | 202,5 m | 210,5 m | 201,0 m | 207,0 m | 801,7 |
| 06  | Harri Olli            | Finska    | 200,5 m | 204,5 m | 200,5 m | 206,5 m | 787,4 |
| 07  | Thomas Morgenstern    | Avstrija  | 205,0 m | 213,5 m | 194,5 m | 193,5 m | 784,3 |
| 08  | Simon Ammann          | Švica     | 208,5 m | 195,5 m | 205,5 m | 199,5 m | 782,8 |
| 09  | Adam Małysz           | Poljska   | 207,5 m | 211,5 m | 192,5 m | 196,0 m | 778,0 |
| 10  | Anders Jacobsen       | Norveška  | 194,5 m | 202,5 m | 203,0 m | 201,5 m | 775,3 |
| 11  | Tom Hilde             | Norveška  | 203,0 m | 200,0 m | 197,0 m | 200,0 m | 773,5 |
| 12  | Jernej Damjan         | Slovenija | 198,0 m | 199,5 m | 201,5 m | 199,5 m | 772,7 |
| 13  | Andreas Küttel        | Švica     | 199,5 m | 211,5 m | 189,0 m | 195,5 m | 768,6 |
| 14  | Matti Hautamäki       | Finska    | 189,5 m | 197,5 m | 193,5 m | 202,5 m | 754,6 |
| 15  | Martin Schmitt        | Nemčija   | 201,0 m | 200,0 m | 192,5 m | 187,0 m | 747,6 |
| 16  | Andreas Kofler        | Avstrija  | 198,0 m | 197,5 m | 195,5 m | 186,0 m | 745,4 |
| 17  | Robert Kranjec        | Slovenija | 194,5 m | 201,0 m | 189,0 m | 191,0 m | 740,1 |
| 18  | Anders Bardal         | Norveška  | 178,5 m | 194,0 m | 193,5 m | 192,5 m | 717,7 |
| 19  | Michael Uhrmann       | Nemčija   | 183,0 m | 195,5 m | 190,0 m | 184,0 m | 709,0 |
| 20  | Antonín Hájek         | Češka     | 178,0 m | 198,5 m | 188,5 m | 184,5 m | 704,4 |
| 21  | Michael Neumayer      | Nemčija   | 188,5 m | 189,0 m | 179,0 m | 196,5 m | 698,6 |
| 22  | Pavel Karelin         | Rusija    | 204,5 m | 198,5 m | 183,0 m | 177,5 m | 694,7 |
| 23  | Guido Landert         | Švica     | 187,0 m | 190,5 m | 181,0 m | 179,5 m | 685,1 |
| 24  | Emmanuel Chedal       | Francija  | 186,5 m | 182,5 m | 182,5 m | 178,5 m | 670,9 |
| 25  | Šohej Točimoto        | Japonska  | 183,5 m | 174,5 m | 185,0 m | 180,5 m | 669,2 |
| 26  | Denis Kornilov        | Rusija    | 185,0 m | 180,5 m | 175,5 m | 179,5 m | 666,1 |
| 27  | Daiki Ito             | Japonska  | 187,0 m | 180,5 m | 176,0 m | 168,0 m | 650,3 |
| 28  | Primož Peterka        | Slovenija | 179,5 m | 176,0 m | 169,5 m | 183,5 m | 649,2 |
| 29  | David Lazzaroni       | Francija  | 188,5 m | 170,0 m | 184,5 m | 169,5 m | 648,0 |
| 30  | Georg Späth           | Nemčija   | 178,5 m | 177,5 m | 173,0 m | 174,0 m | 643,6 |
| 31  | Borek Sedlák          | Češka     | 177,5 m | -       | -       | -       | 162,0 |
| 32  | Roar Ljøkelsøy        | Norveška  | 176,0 m | -       | -       | -       | 161,2 |
| 33  | Jan Matura            | Češka     | 175,5 m | -       | -       | -       | 161,1 |
| 34  | Kamil Stoch           | Poljska   | 174,0 m | -       | -       | -       | 158,3 |
| 35  | Noriaki Kasai         | Japonska  | 174,5 m | -       | -       | -       | 155,9 |
| 36  | Sebastian Colloredo   | Italija   | 171,5 m | -       | -       | -       | 154,8 |
| 37  | Dimitrij Ipatov       | Rusija    | 165,0 m | -       | -       | -       | 145,5 |
| 38  | Olexandr Lasarowytsch | Ukrajina  | 165,0 m | -       | -       | -       | 142,0 |
| 39  | Taku Takeuči          | Japonska  | 162,5 m | -       | -       | -       | 141,5 |
| 40  | Nikolaj Karpenko      | Kazahstan | 161,0 m | -       | -       | -       | 135,7 |

## Ekipna tekma
| Poz | Država    | Skakalci                                                              | 1. skok                       | 2. skok                       | Točke                          |
| --- | --------- | --------------------------------------------------------------------- | ----------------------------- | ----------------------------- | ------------------------------ |
| 01  | Avstrija  | Martin Koch Thomas Morgenstern Andreas Kofler Gregor Schlierenzauer   | 765,3 210,9 184,9 169,2 200,3 | 788,0 206,6 181,6 190,4 209,4 | 1553,3 417,5 366,5 359,6 409,7 |
| 02  | Finska    | Janne Happonen Harri Olli Matti Hautamäki Janne Ahonen                | 712,4 200,6 160,2 164,5 187,1 | 764,6 195,8 188,2 195,3 185,3 | 1477,0 396,4 348,4 359,8 372,4 |
| 03  | Norveška  | Bjørn Einar Romøren Anders Bardal Tom Hilde Anders Jacobsen           | 716,7 191,7 163,4 171,8 189,8 | 736,5 188,7 172,2 202,2 173,4 | 1453,2 380,4 335,6 374,0 363,2 |
| 04  | Nemčija   | Georg Späth Michael Uhrmann Martin Schmitt Michael Neumayer           | 645,1 154,2 161,6 170,7 158,6 | 716,6 160,6 187,5 197,6 170,9 | 1361,7 314,8 349,1 368,3 329,5 |
| 05  | Rusija    | Dimitrij Vasijev Ilja Rosljakov Pavel Karelin Denis Kornilov          | 626,7 146,6 161,3 168,0 150,8 | 681,4 165,4 161,6 189,0 165,4 | 1308,1 312,0 322,9 357,0 316,2 |
| 06  | Češka     | Antonín Hájek Roman Koudelka Jan Matura Borek Sedlák                  | 628,0 179,4 156,7 112,5       | 670,9 168,0 176,4 169,9 156,6 | 1298,9 347,4 355,8 326,6 269,1 |
| 07  | Japonska  | Daiki Ito Noriaki Kasai Taku Takeuči Šohej Točimoto                   | 619,4 168,9 150,7 150,3 149,5 | 621,8 159,9 127,1 166,5 168,3 | 1241,2 328,8 277,8 316,8 317,8 |
| 08  | Francija  | Vincent Descombes David Lazzaroni Pierre Emanuel Robe Emmanuel Chedal | 603,7 153,6 180,1 103,2 166,8 | 592,5 140,5 140,4 135,7 175,9 | 1196,2 294,1 320,5 238,9 342,7 |
| 09  | Švica     | Simon Ammann Andreas Küttel Antoine Guignard Guido Landert            | 602,9 176,1 150,5 119,1 157,2 | -                             | 602,9 176,1 150,5 119,1 157,2  |
| 10  | Poljska   | Kamil Stoch Piotr Żyła Stefan Hula Adam Małysz                        | 573,8 148,9 150,1 84,0 190,8  | -                             | 573,8 148,9 150,1 84,0 190,8   |
| 11  | Švedska   | Carl Nordin Isak Grimholm Johan Eriksson Andreas Arén                 | 527,9 132,5 130,8 114,6 150,0 | -                             | 527,9 132,5 130,8 114,6 150,0  |
| 12  | Slovenija | Robert Kranjec Jurij Tepeš Primož Peterka Jernej Damjan               | 509,3 39,0 140,1 155,3 174,9  | -                             | 509,3 39,0 140,1 155,3 174,9   |
| 13  | Kazahstan | Asan Tačtačunow Aleks Koroljev Radik Šaparov Nikolaj Karpenko         | 508,5 121,2 102,0 148,8 136,5 | -                             | 508,5 121,2 102,0 148,8 136,5  |